# Distraídos Venceremos
Distraídos Venceremos, publicado em 1987, é um livro de poesia de Paulo Leminski cujo nome foi inspirado no ditado popular "Unidos Venceremos".
O livro é dividido em três capítulos. O primeiro leva o nome do livro, “Distraídos Venceremos”, e inclui grande parte dos poemas da edição, principalmente os metapoemas, ou seja, poemas em que a temática é o próprio poema. No segundo capítulo, “Ais ou menos”, Leminski apresenta versos de vida, espaço e tempo, falando sobre as coisas que sobrevoaram o ar dos seus dias, que se misturaram à poeira do chão de sua casa. Em “Kawa Cauim”, última seção do livro, o poeta apresenta uma série de haicais.